# Charles L. Terry

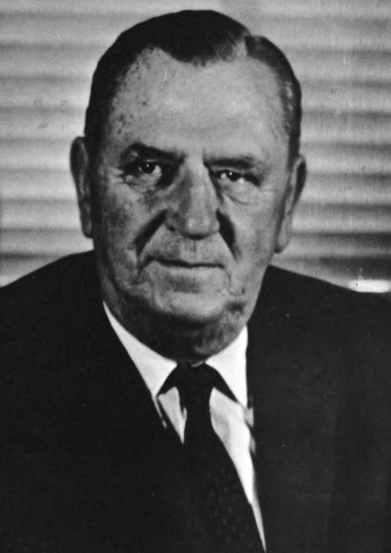
Jurist und Politiker Charles Terry.

Charles Layman Terry Jr. (* 19. September 1900 in Camden, Delaware; † 6. Februar 1970 in Dover, Delaware) war ein US-amerikanischer Jurist und Politiker und von 1965 bis 1969 Gouverneur des Bundesstaates Delaware.

## Frühe Jahre
Charles Terry besuchte die öffentlichen Schulen seiner Heimat und das Wesley College. Anschließend studierte er bis 1923 an der Washington and Lee University Jura. Im Jahr 1924 wurde er als Rechtsanwalt zugelassen. Daraufhin begann er in Dover in seinem neuen Beruf zu arbeiten.

## Politischer und juristischer Aufstieg
Terry vertrat unter anderem das Kent County vor dem Steuergericht dieses Bezirkes. Zwischen 1931 und 1932 war er Anwalt der Legislative von Delaware (General Assembly). Im Jahr 1937 wurde er für ein Jahr als Secretary of State geschäftsführender Beamter dieses Staates. Danach folgten 25 Jahre im juristischen Dienst. Zwischen 1938 und 1957 war er Richter an einem Obergericht und von 1957 bis 1962 war er Vorsitzender Richter an diesem Gericht. Danach wurde er als Richter an den Delaware Supreme Court berufen. Von 1963 bis 1964 war er als Chief Justice dessen Vorsitzender Richter.
Politisch war Terry Mitglied der Demokratischen Partei. Im Jahr 1964 wurde er mit 51 % der Wählerstimmen gegen den früheren Gouverneur David P. Buckson, den Kandidaten der Republikaner, zum neuen Gouverneur seines Staates gewählt.

## Gouverneur von Delaware
Charles Terry trat sein neues Amt am 19. Januar 1965 an. Seine vierjährige Amtszeit war von bedeutenden Ereignissen in und außerhalb von Delaware überschattet. Es war die Zeit der Bürgerrechtsbewegung. Dabei kam es auch in Delaware zu Ausschreitungen bei Rassenunruhen. Besonders heftig waren die Unruhen nach der Ermordung von Martin Luther King im April 1968. Zur Beruhigung der Lage musste der Gouverneur die Nationalgarde nach Wilmington entsenden. Außerdem kam es zu Protestbewegungen gegen den Vietnamkrieg.
Unabhängig von diesen Ereignissen betrieb der Gouverneur in Delaware eine Justizreform. Er erwarb auch das sogenannte „Woodburn Haus“, das zum offiziellen Amtssitz der Gouverneure von Delaware werden sollte. Außerdem wurde das Technical and Community College gegründet, das in jedem Bezirk eine Außenstelle bekam. Zwischen 1966 und 1967 war Terry auch Mitglied der Bildungskommission seines Staates. Im Jahr 1968 bewarb sich Terry um seine Wiederwahl, die er knapp mit 49 % gegen 51 % der Stimmen gegen den Republikaner Russell W. Peterson verfehlte. Gründe für seine Niederlage waren einmal der nationale Trend zu Gunsten der Republikaner, die damals auch mit Richard Nixon die Präsidentschaftswahlen gewannen. Zum anderen hatte er im Oktober einen Herzanfall erlitten, nach dem Zweifel an seinem Gesundheitszustand aufkamen. Schließlich gab es auch einige Wähler, die sein Verhalten im Zusammenhang mit den immer noch nicht ganz beigelegten Unruhen im Staat kritisierten.
Nach dem Ende seiner Amtszeit am 21. Januar 1969 zog er sich aus der Politik zurück. Er starb bereits 13 Monate später im Februar 1970. Mit seiner Frau Jessica Irby hatte Gouverneur Terry einen Sohn.